# Paran Julu (Barumun Tengah)
Paran Julu is een bestuurslaag in het regentschap Padang Lawas van de provincie Noord-Sumatra, Indonesië. Paran Julu telt 408 inwoners (volkstelling 2010).